# Johnstonianidae
Johnstonianidae är en familj av spindeldjur. Johnstonianidae ingår i ordningen kvalster, klassen spindeldjur, fylumet leddjur och riket djur.